# Kanton Saint-Girons
Saint-Girons is een voormalig kanton van het Franse departement Ariège. Het kanton maakte deel uit van het arrondissement Saint-Girons.

## Opheffing
Het kanton werd bij toepassing van het decreet van 18 februari 2014 op 22 maart 2015 opgeheven. Eycheil, Montégut-en-Couserans, en Moulis de voormalige hoofdplaats Saint-Girons werden opgenomen in het op die dag gevormde kanton Couserans Ouest, de overige gemeenten werden opgenomen in het eveneens op die dag gevormde kanton Couserans Est.

## Gemeenten
Het kanton Saint-Girons omvatte de volgende gemeenten:
- Alos
- Castelnau-Durban
- Clermont
- Encourtiech
- Erp
- Esplas-de-Sérou
- Eycheil
- Lacourt
- Lescure
- Montégut-en-Couserans
- Moulis
- Rimont
- Rivèrenert
- Saint-Girons (hoofdplaats)